# Торнтън
Торнтън (на английски: Thornton) е град в окръг Адамс, щата Колорадо, САЩ. Торнтън е с население от 117 155 жители (2006) и обща площ от 70,4 km². Намира се на 1631 m надморска височина. ЗИП кодът му е 80221, 80229, 80233, 80241, 80260, 80602, а телефонният му код е 303, 720.